# Ambasada Rzeczypospolitej Polskiej w Kanadzie z siedzibą w Ottawie
Ambasada Rzeczypospolitej Polskiej w Kanadzie z siedzibą w Ottawie (ang. Embassy of the Republic of Poland in Ottawa) – polska misja dyplomatyczna w stolicy Kanady.

## Struktura placówki
W skład placówki wchodzą:
- Wydział Polityczno Ekonomiczny
- Referat ds. Konsularnych i Polonii
- Wydział Administracyjno-Finansowy
- Ataszat obrony
- Polska Agencja Inwestycji i Handlu (dawne WPHI)

## Historia
Polska nawiązała stosunki konsularne z Kanadą w czerwcu 1919. W związku z zależnością Dominium Kanady od Wielkiej Brytanii, początkowo stosunkami dyplomatycznymi zajmowała się Ambasada RP w Londynie. Ze względu na rosnące znaczenie Ottawy, niemożliwe było dalsze wypełnianie zadań politycznych przez Konsulat Generalny w Montrealu i konieczne było utworzenie nowej płacówki.
W 1933 utworzono Konsulat Generalny RP w Ottawie, który od początku zajmował się działalnością dyplomatyczną. Jej pierwszym kierownikiem został Jerzy Adamkiewicz (1933–1936). Później zaś Jan Pawlica (1936–1939) oraz Wiktor Podoski (1939–1942). Podczas II wojny światowej jednym z ważniejszych wyzwań polskiej służby zagranicznej w Kanadzie było zabezpieczenie skarbów wawelskich. 22 marca 1942 otwarto Poselstwo RP w Ottawie. Po II wojnie światowej rząd Kanady wycofał uznanie dla rządu RP na uchodźstwie i uznał rząd komunistyczny w Warszawie. 29 kwietnia 1960 oba państwa podniosły swoje placówki do rangi ambasad.

## Okręg konsularny
Okręg konsularny Referatu ds. Konsularnych i Polonii Ambasady RP w Ottawie obejmuje:
- Ontario:
  - miasto wydzielone Ottawa
  - hrabstwo Ottawa-Carleton
  - hrabstwo Lanark
  - hrabstwo Prescott i Russell
  - hrabstwo Stormont, Dundas i Glengarry
  - hrabstwo Leeds and Grenville

Pozostałe części Kanady obsługiwane są przez jeden z trzech konsulatów generalnych RP.

## Konsulaty
Na terenie Kanady znajdują się następujące konsulaty RP:
- Konsulat Generalny RP w Montrealu
- Konsulat Generalny RP w Toronto
- Konsulat Generalny RP w Vancouver
- Konsulat Honorowy RP w Calgary
- Konsulat Honorowy RP w Edmonton
- Konsulat Honorowy RP w Halifaxie
- Konsulat Honorowy RP w Windsor